# Bungie
Bungie, Inc. är ett amerikanskt spelföretag som grundades i maj 1991 av Alex Seropian och Jason Jones. Företaget är mest känt för att ha skapat den populära spelserien Halo.

## Historik
Bungies första spel var Gnop!, som var en Pongklon (Gnop är Pong baklänges). Spelet släpptes 1990, innan Bungie var officiellt grundat. Gnop! fanns för gratis nedladdning och spelades inte på Windows som de flesta andra spel på den tiden, utan på Mac. De enda Halo-spelen som släppts till Mac är Halo: Combat Evolved och till PC har Halo: Combat Evolved, Halo: Custom Edition och Halo 2 släppts.
Det första spelet som Bungie släppte efter sin registrering var Operation: Desert Storm. Spelet sålde i ca 2 500 exemplar. Efter Operation: Desert Storm släppte Bungie Minotaur: The Labyrinths of Crete, som såldes i omkring 2 500 exemplar.
År 1993 utgav Bungie sitt första spel i 3D, Pathways Into Darkness. Spelet vann diverse priser och fick Bungie att växa, men vad som verkligen fick Bungie att bli stora var deras nästa spel, nämligen Marathon. Detta gjorde Bungie till en av de största utvecklarna av spel till Macintosh. Marathon är ett FPS och har många likheter med vad som senare skulle bli Bungies största spelserie, nämligen Halo. Marathon blev senare till en trilogi. Marathon 2: Durandal var det första spelet från Bungie som släpptes till flera plattformar, nämligen Mac och Windows. Senare utvecklades även en version till Xbox Live Arcade, men den var inte utvecklad av Bungie. Marathon Infinity var den avslutande delen av Marathontrilogin och släpptes 1996, som var det första året som Bungie utgav flera spel. 
Nästa utgivna spel var Myth: The Fallen Lords, ett Realtidsstrategi. Även detta spel var framgångsrikt och sålde i ca 350 000 exemplar. Det resulterade i en uppföljare, Myth II: Soulblighter. Senare släpptes även Myth III: The Wolf Age, men det var inte utvecklat av Bungie. År 1999, under den period Bungie samarbetade med Oni, köpte Take Two en stor del av Bungie. Samma år visades Halo: Combat Evolved för första gången på Mac World. Spelet skulle släppas till samma format som Oni, nämligen Mac, Windows och PS2. Oni släpptes 2001 till Mac, Windows och PS2 och var därmed Bungies debut på konsolmarknaden. År 2000 köptes Bungie av Microsoft, som ville släppa Halo till sin kommande konsol, Xbox. Sedan dess är Bungie en del av Microsoft Game Studios. Oni lanserades dock av Take Two, som även behöll Myth-licensen. I och med köpet flyttade Bungies huvudkontor från Chicago till San Jose.
År 2001, samtidigt som Xbox släpptes, utgavs Halo: Combat Evolved. Denna gav Bungie sitt stora genombrott. Spelet blev en "killer app" och det mest sålda till Xbox, bortsett från dess uppföljare Halo 2. Om Halo: Combat Evolved var det som fick folk att köpa en Xbox var Halo 2 det som fick folk att köpa Xbox Live. Efter succén med Halo 2 påbörjade Bungie en uppföljare, nämligen Halo 3, som släpptes i september 2007 i Nordamerika och Europa. Spelet släpptes till Xbox 360. Veckan efter att Halo 3 hade släppts meddelades att Bungie lämnade Microsoft Game Studios och det är numera det självständiga Bungie LLC.
I september 2014 släppte företaget spelet Destiny, vars uppföljare Destiny 2 kom ut i september 2017. 
Den 31 januari 2022 meddelades att Bungie blivit uppköpt av Sony Interactive Entertainment för 3.6 miljarder dollar.

## Utvecklade spel
| Titel                             | År   | Plattform                                        |
| --------------------------------- | ---- | ------------------------------------------------ |
| Operation: Desert Storm           | 1991 | Mac                                              |
| Minotaur: The Labyrinths of Crete | 1992 | Mac                                              |
| Pathways into Darkness            | 1993 | Mac, OS X                                        |
| Marathon                          | 1994 | Mac, Apple Pippin                                |
| Marathon 2: Durandal              | 1995 | Mac, Windows, Apple Pippin                       |
| Marathon Infinity                 | 1996 | Mac                                              |
| Myth: The Fallen Lords            | 1997 | Mac, Windows                                     |
| Myth II: Soulblighter             | 1998 | Mac, Windows                                     |
| Oni                               | 2001 | Mac, Windows, Playstation 2                      |
| Halo: Combat Evolved              | 2001 | Xbox, Windows, Mac                               |
| Halo 2                            | 2004 | Xbox, Windows                                    |
| Halo 3                            | 2007 | Xbox 360                                         |
| Halo 3: ODST                      | 2009 | Xbox 360                                         |
| Halo: Reach                       | 2010 | Xbox 360                                         |
| Destiny                           | 2014 | Playstation 3, Playstation 4, Xbox 360, Xbox One |
| Destiny 2                         | 2017 | Playstation 4, Xbox One, Windows, Google Stadia  |